# Sträckgräns

Dragprovkurva för ett mjukt stål. R_{eH} betecknar den övre sträckgränsen och R_{eL} den undre sträckgränsen. R_{m} är brottgränsen.

Dragprovkurva för kallbearbetade stål och icke-järnlegeringar, som visar den tekniska definitionen av R_{p 0.2}. Punkterna i diagrammet visar 1: Verklig elasticitetsgräns, 2: Proportionalitetsgräns (R_{p}), 3: Sträckgräns (R_{e}), 4: Resttöjningsgräns (R_{p 0.2})

Sträckgränsen eller elasticitetsgränsen är den högsta spänning som ett material tål utan att deformeras plastiskt. Vid spänningar lägre än sträckgränsen deformeras materialet elastiskt, vilket innebär att materialet följer Hookes lag och återtar sin ursprungliga form när spänningen försvinner. Vid spänningar högre än sträckgränsen börjar materialet flyta och deformeras plastiskt, vilket innebär att det inte återtar sin ursprungliga form när spänningen försvinner, utan förlängs i den riktning som spänningen lagts på. Detta innebär att sträckgränsen normalt är den högsta spänningen som ett material får utsättas för.
Sträckgränsen bestäms med hjälp av dragprov och är ett av de viktigaste måtten på ett materials hållfasthet.
Eftersom olika material uppvisar olika dragprovkurvor förekommer olika varianter av hur sträckgränsen (Re) definieras. För mjuka stål, motsvarande vanligt handelsstål, visar dragprovkurvan upp en topp och därefter flyter materialet under ungefärligen konstant spänning, i enlighet med den övre bilden. Ett typiskt värde på förlängningen inom detta sträckgränsområde är 1,5%. Den högsta spänningen under detta förlopp kallas övre sträckgränsen och betecknas ReH, medan den lägsta spänningen under detta förlopp kallas undre sträckgränsen och betecknas ReL. Nära sträckgränsen ligger proportionalitetsgränsen Rp, den högsta spänning där deformationen sker proportionerligt med pålagd kraft, det vill säga linjärt.
Kallbearbetat stål har inte lika tydligt flytbeteende som mjukare stål, och övergången från elastisk till plastisk deformation är därför inte lika markerad, i enlighet med den undre bilden. Sträckgränsen definieras ofta som den spänning som efter avlastning ger en deformation på 0,2%. Denna kallas också resttöjningsgränsen och betecknas Rp 0.2 (även σ0.2 förekommer).